# Zoil
Zoil (grč.: Ζωΐλος; oko 400. – 320. pr. Kr.) bio je grčki filolog, kinički filozof i književni kritičar iz Amfipolisa u Makedoniji. Kasnije se nazvao Homeromastiks (Ὁμηρομάστιξ "Homerov bičevatelj"; gen.: Ὁμηρομάστιγος).
Bio je jedan od prvih koji je nastojao kritički proučavati Homerovu Ilijadu i Odiseju i u njima pronalaziti nedosljednosti. U antičko doba je zbog toga postao kontroverzna osoba i sinonim za nepravednog kritičara. Njegovi tekstovi su izgubljeni.
Vitruvije navodi kako je Zoila dao pogubiti egipatski kralj Ptolemej II Filadelf zbog uvrede Homera, ali ti se navodi ne smatraju vjerodostojnima.